# أنطون براون
أنطون براون (بالألمانية: Anton Braun)‏ هو مجدف ألماني، ولد في 28 أبريل 1990 في برلين في ألمانيا.

## وصلات خارجية
- أنطون براون على موقع الاتحاد الدولي للتجديف (الإنجليزية)
- أنطون براون على موقع اللجنة الأولمبية الدولية (الإنجليزية)
- أنطون براون على موقع أوليمبيديا (الإنجليزية)
- أنطون براون على موقع اللجنة الأولمبية الألمانية (الألمانية)